# Abi Roud, London
Abi Roud (engl. The Abbey Road) je auto-put u opštini Kamden i Vestminster u Londonu. Deo je puta B507. Ovaj put je poznat zbog Abbey Road Studios i albuma iz 1969, Abbey Road, od Bitlsa.
Severozapadni kraj Abi Roud-a počinje u Kilburnu, na raskrsnici sa Kveks Roud-om i Vest End Lejn-om. Put je nazvan po blizini Kilburn Prajorija i povezano je sa Abbey Farm-om. Na jugoistoku nastavlja otprilike još kilometar, ukrštanjem Belsize Road, Boundary Road, i Marlborough Place, završavajući raskrsnicom Grove End Road-a i Garden Road-a.
Nacionalna Abi društvena građevina (sada Santander UK) pronađena je 1874 kao (engl. The Abbey Road & St John's Wood Permanent Benefit Building Society) u baptističkoj crkvi na Abi Roud-u.
Abi Roud Studios se nalaze na jugoistoku, u 3 Abi Roud, Sent Džon Vud. Bitlsi i mnogi drugi poznati izvođači popularne muzike snimali su u ovom studiju,a Bitlsi su nazvali njihov poslednji album Abbey Road. Naslovna strana albuma prikazuje članove benda kako hodaju duž pešačkog prelaza odmah ispred ulaza studija. Kao rezultat saradnje sa Bitlsima,od 1970. ovaj deo Abi Roud-a ima učinak u Londonskom krugu turizma. 
Pešački prelaz nalazi se na naslovnici Bitlsa, kao i deo zapadno od njega, postali su popularna foto područja,iako je put još uvek veoma zauzet saobraćajnom gužvom.
Kalajni ulični znak na uglu Gruv End Roud-a i Abi Roud-a je sada montiran visoko na uglu zgrade, kako bi spasio lokalno veće troškova čišćenja i zamene znaka, koji je povremeno bio zamrljan i ukraden. Svaka 3 meseca savet kreči zid pored pešačkog prelaza kako bi prekrio grafite fanova.

## Spoljašnje veze
- Abbey Road London, QuickTime VR
- Abbey Road webcam
- Satelitski snimak Krosvok-a / Pešački prelaz 51° 31′ 59.3″ N 0° 10′ 42.6″ W / 51.533139° С; 0.178500° З
- Google Street View of Crosswalk / Pešački prelaz